# Cleomella longipes
Cleomella longipes là một loài thực vật có hoa trong họ Màng màng. Loài này được Torr. mô tả khoa học đầu tiên năm 1850.